# 基督教基要主义
基督教基要主義（Christian fundamentalism），常被簡稱為基要派，是19世纪末20世纪初在基督新教内兴起的一个运动。基要主義一般。基要派主張“聖經絕對無誤”，反对一切自由主义神學（或稱現代派神學），反对使用現代的社會科學方法进行圣经批判。英语“基要主义”一词在20世纪初由美国的长老宗教徒提出，但基要主义运动后来是由浸信会继承。福音派、基要派是常常被混為一談的兩個概念。基要派與現代的福音派在20世紀初相當接近，不過後來福音派逐步與分離，在許多問題上採取了相對折衷的立場。又因現在福音派的影響力比基要派大得多，基要派常常被一些文獻劃為福音派的一支。
基要派在美国等地有较大影响，尤其在美國，基要派是基督教右派的重要組成部分，通過發動信徒給自己支持的保守派政治家（多為共和黨背景）而增加自身的政治影響力。例如20世紀80年代的美国总统罗纳德·里根的重要支持勢力之一就是基督教中的基要派。
有人將天主教會內的原教旨主義者也稱為「基要主義者」，但這一稱法一般不為學界接受，因為基要主义一般被認為是一個基督新教的詞彙，而天主教會內的原教旨主義者就「聖經絕對無誤」等觀點的看法與新教的基要主義者有諸多不同。

## 概述
基要派（fundamentalists）並非一個形式上存在的、或實際上有組織的宗派（denomination），而是在對信仰內容如何取捨的一種描述，或在神学取向上的分類，也稱為基要主義（fundamentalism）。有時，這也指稱一场深刻影响了二十世纪很多教会的運動，其時為了對抗自由派神學、现代派神學的冲击，基要派主張他們才是坚守基督和他的使徒们所传下来的信仰。20世紀30年代以來，相對溫和的基要主義逐漸發展為現代福音派。因福音派的影響力後來遠遠超過基要派，現在很多文獻往往將基要派算作福音派的一支。
19世紀開始，由於越來越多的自然科學發現、考古發掘報告、與及現代對宇宙的認知等等，都與聖經字面上的描述有所矛盾，自由派神學因此而出現。他們採取各種方式、理論、解釋手法等等，以求協調上述種種的矛盾，與及長久以來神迹和超自然描述所帶來的問題。對於無事實歷史可以考證的事（如例如以色列人出埃及的記載），或違背已知自然科學定理的事（例如童貞女生子）等等，都採保留態度，懷疑其真確性。对此，一部分基督教徒認為圣經為信仰的“基要真理”，內容完全無誤，任何協調手段其實都是在貶抑聖經的權威，因此自由主義神學實際上就是在否定聖經，堅持自由主義神學的人就是「不信派」、「假基督徒」。
基要派在产生背景和发展过程上受到时代论的前千禧年主义深刻影响，其末世论也是基要主义的重要特征。目前，基要派主要是浸信会背景的，浸信會中基要主義立場的教會也相對較多。加爾文主義的教會中也有一些教會是基要主義立場，不過更多還是持自由派或福音派立場。
在中國大陸，基要派和现代派神学的争论在20世纪初就开始了，王明道、宋尚节是基要派的代表，吴耀宗是现代派的代表。後來因一些政治原因，三自教会在很多神学观点上是与现代派相通的，而法律地位處於灰色地帶的新教家庭教會卻往往持基要派或者福音派立場。

## 教義要點
1895年，由美國保守派宗教領袖界定的“五點要道”：
1. 聖經各卷都是神的默示，是永無謬誤的；
2. 耶穌基督是神，神跡的歷史真實性；
3. 耶稣基督是童貞女所生；
4. 耶稣基督死在十字架上，為人類贖罪；
5. 耶稣基督肉身復活，並將以肉身再次降臨人間。

1910年美國長老會會議議決，把基督教基要信仰歸納成五點（稱為或）：
1. 《聖經》無誤謬性。（Inerrancy of the Bible）
2. 耶穌基督乃由童貞女所生，並且就是神。（The virgin birth and deity of Jesus Christ）
3. “唯独因信得救”的教義。（The doctrine of Salvation by Faith Alone）
4. 耶穌基督肉身復活。（The bodily resurrection of Jesus Christ）
5. 耶穌基督将以肉身再臨。（The bodily second coming of Jesus Christ）

注：此处“肉身”（The bodily）是一个神学术语，指基督复活后一种与我们人的身体在人看来无异，却又却有不同的实体，中文释意是“基督复活的荣耀的身体”

## 批评

### 路德教會
路德宗認信教會並不認同基要派「五點基要」的立場，指出聖經中每一個教導都是「基要」和必不可少的，不存在一些可有可無、“非基要”的教義。路德宗相信在處理教義上，「不同宗派，不同看法」（Agree to disagree）的精神並沒有聖經根據，甚至與聖經背道而馳（歌林多前書 1:10）。

### 其他看法
- 基要派通常支持保守派政黨，動員教友參與社會運動，反對墮胎和同性戀權利。